# Saint-Clément-sur-Guye
Saint-Clément-sur-Guye är en kommun i departementet Saône-et-Loire i regionen Bourgogne-Franche-Comté i östra Frankrike. Kommunen ligger i kantonen Mont-Saint-Vincent som tillhör arrondissementet Chalon-sur-Saône. År 2022 hade Saint-Clément-sur-Guye 139 invånare.

## Befolkningsutveckling
Antalet invånare i kommunen Saint-Clément-sur-Guye
| Referens: INSEE |